# Gregori Bochada
Gregori Bochada (o Bechada) fou un cavaller llemosí del segle xii. No està documentat en fonts històriques sinó només a partir de l'obra de Jofre de Vigeois; tanmateix la seva família sí que està ben documentada i el testimoni de Vigeois sembla fiable. Hauria participat en la Primera Croada i a principis del segle xii va compondre, segons diu la crònica llatina de Jofre de Vigeois, una cançó de gesta que no s'ha conservat i que seria un antecedent de la versió conservada de la Cansó d'Antioca, un fragment d'uns 700 versos on s'hi narra el setge d'Antioquia de 1097-98.
Segons la crònica de Jofre de Vigeois, l'obra hauria estat encarregada pel bisbe Eustorg ("precepto episcopi Eustorgii"), cosa que la situaria entre 1106 i 1137. Sweetenham / Paterson (p. 8-9) proposen una data primerenca dins d'aquest interval de temps.
Aquesta cançó de Bochada obrí el gènere de la cançó històrica occitana. La seva melodia fou utilitzada en la Cançó de la Croada.